# خوسيه أنطونيو بريمو دي ريبيرا
خوسي أنطونيو بريمو دي ريفيرا (بالإسبانية: José Antonio Primo de Rivera) (24 أبريل 1903 - 20 نوفمبر 1936) هو محام وسياسي إسباني، يحمل لقب نبيل، هو مؤسس الكتائب الإسبانية «فالانخيس». تم إعدامه من قبل حكومة الجمهورية الإسبانية الثانية أثناء الحرب الأهلية الإسبانية.

## روابط خارجية
- خوسي أنطونيو بريمو دي ريفيرا على موقع IMDb (الإنجليزية)
- خوسي أنطونيو بريمو دي ريفيرا على موقع الموسوعة البريطانية (الإنجليزية)